# Илия Белов
Илия Атанасов Белов (изписване до 1945 година: Илия Атанасовъ Бѣловъ) е български свещеник и революционер, деец на Вътрешна македоно-одринска революционна организация.

## Биография
Белов е роден в леринското село Попължани, тогава в Османската империя, днес Папаянис, Гърция, където е свещеник на селската църква „Свети Николай“. През април 1907 година водачът на гръцката въоръжена пропаганда Георгиос Цондос - Вардас го добавя в списък на „хора които трябва да бъдат екзекутирани“ заедно със свещеника Стефан Скендеров, и предлага парична награда за убийството му. След един месец мюсюлманите от Сакулево предлагат да го убият поп Илия за 15 лири, които Вардас им обещава. През юли 1907 година убиецът Хасан от Сакулево твърди че има обувките на убития свещеник Илия, и иска наградата си.